# Johan Petter Johnsson
Johan Petter Johnsson (i riksdagen kallad Johnsson i Norr-Kärra), född 8 oktober 1838 i Kville socken, Göteborgs och Bohus län, död 15 september 1912 i Grebbestad, var en svensk sjökapten och riksdagsman.
Johnsson var ledamot av riksdagens andra kammare.